# Aiguillon
Aiguillon (hay Auguillon) là một xã thuộc tỉnh Lot-et-Garonne trong vùng Nouvelle-Aquitaine phía tây nam nước Pháp. Xã này nằm ở khu vực có độ cao trung bình 41 mét trên mực nước biển.

## Dân số
- 1962= 3409
- 1968= 3754
- 1975= 3867
- 1982= 4121
- 1990= 4169
- 1999= 4219